# Helena Zeťová

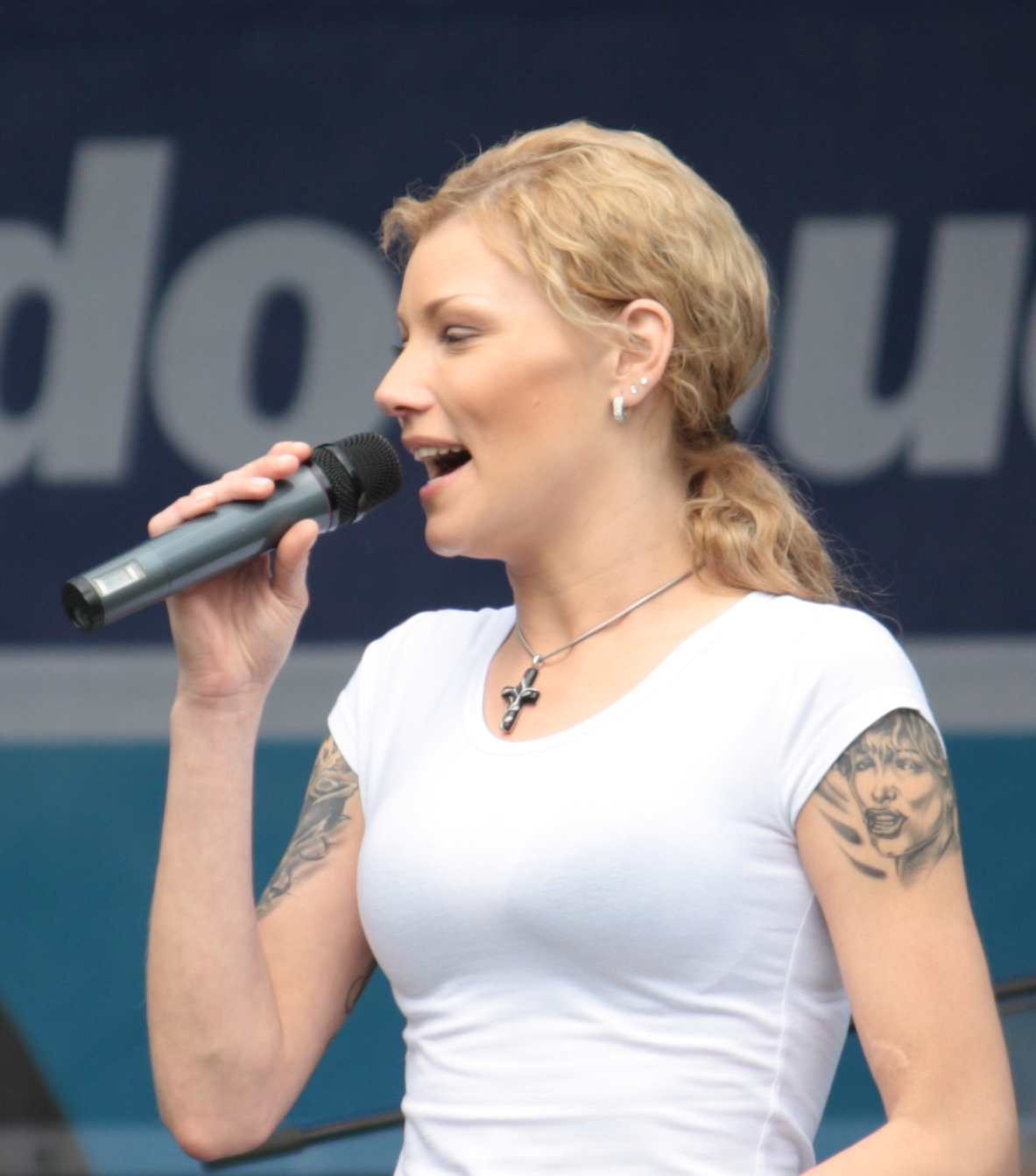
Helena Zeťová (2010)

Helena Zeťová (* 7. November 1980 in Valašské Meziříčí; † 20. Dezember 2024 in Prostřední Bečva) war eine tschechische Sängerin. Bekanntheit erlangte sie vor allem durch ihr Mitwirken in der Girlgroup Black Milk zu Beginn der 2000er-Jahre und ihre anschließende Solo-Karriere.

## Werdegang

### Frühes Leben
Zeťová ist die Stieftochter des tschechischen Sängers Lešek Semelka. Ab dem Alter von 15 Jahren widmete sie sich ihrer musikalischen Laufbahn und tourte mit einer Rockband durch Tschechien. Auf Lanzarote schloss sie sich kurzzeitig einer amerikanischen Band an, blieb aber weitestgehend unbekannt.

### Black Milk
Größere Bekanntheit in ihrem Heimatland erlangte sie, als sie 2000 bei Do-Re-Mi, einem Amateurgesangswettwerb im tschechischen Fernsehen, teilnahm. Bei den Dreharbeiten für die Sendung traf sie Tereza Kerndlová und Tereza Černochová, mit denen Zeťová 2001 die Girlgroup Black Milk gründete. Mit dieser Gruppierung gelang ihr der Durchbruch. Zusammen veröffentlichen sie eine Coverversion von I’m So Excited der Pointer Sisters, was zu ihrem ersten gemeinsamen, 2002 veröffentlichten, Album Modrej dým (tschechisch für Blauer Rauch) führte. Die gleichnamige Single aus dem Album stieg auf Platz 4 der tschechischen Charts ein und war in der Folge über Wochen hinweg auf Platz 1. In der Folge nahm die Gruppe als Vorgruppe an der Tournee von Helena Vondráčková teil. Im selben Jahr wurde der Gruppierung der Český slavík als Bester Newcomer des Jahres verliehen. In den folgenden Jahren folgten zahlreiche Auftritte in der ganzen Tschechischen Republik und der Slowakei und den jeweiligen TV-Angeboten. 2003 erreichte ihr Debütalbum Platinstatus. Nach der Veröffentlichung des zweiten Albums Sedmkrát (tschechisch für sieben Mal) 2003, das noch im selben Jahr Goldstatus erreichte, folgte eine Tournee mit acht weitestgehend ausverkauften Einzelkonzerten. Durch die wachsende Popularität und die damit einhergehende stärkere Belastung zeigten sich zunehmend Differenzen zwischen den Künstlerinnen. Dies führte letztlich zur Auflösung von Black Milk am 31. März 2005. Am 9. April 2005 folgte der letzte gemeinsame Auftritt der Gruppierung bei der Wahl zur Miss Slowakei.

### Solo-Karriere
Nach der Auflösung von Black Milk zog sich Zeťová zunächst für ein halbes Jahr zurück und nahm ihr erstes Solo-Album auf, das im Oktober 2005 unter dem Titel Ready To Roll (englisch für Bereit loszulegen bzw. Bereit für alles) erschien. Im November und Dezember 2005 trat sie mit ihrem Solo-Programm auf Konzerten auf und erhielt Ende des Jahres den Český slavík in der Kategorie Größte Überraschung des Jahres. Nachdem sie mit Black Milk noch hauptsächlich in tschechischer Sprache gesungen hatte, sang sie nun hauptsächlich auf Englisch.  2006 folgte eine Tour gemeinsam mit der slowakischen Rockband No Name. 2007 veröffentlichte sie ihr zweites Solo-Album Crossing Bridges. Die vorangegangene Single-Auskopplung Impossible (Unstoppable) aus diesem Album erreichte Platz 1 der tschechischen Charts. Danach zog sie sich für einige Zeit aus der Öffentlichkeit zurück und zog nach Griechenland, um nach neuer Inspiration zu suchen. Nach ihrer Rückkehr nach Tschechien zog Zeťová 2019 nach Prostřední Bečva und renovierte dort das alte Familienhaus. 2020 veröffentlichte sie ihr drittes Studio-Album mit dem Titel Consequences, bei dem sie erstmals selbst Stücke komponiert hatte. Die hierfür geplante Tournee musste wegen eines Zusammenbruchs Zeťová 2020 aber abgesagt werden.

### Tod
Helena Zeťová starb am 20. Dezember 2024 nach einem Sturz aus dem ersten Stock ihres Hauses in Prostřední Bečva. Ersten Spekulationen über einen Selbstmord widersprach die Polizei, die von einem Unfall ausgeht.

## Diskographie

### Black Milk

#### Studio-Alben
- 2002: Modrej dým
- 2003: Sedmkrát
- 2007: Nechci tě trápit (Kompilation)

#### Singles
- 2002: Nechci tě trápit
- 2002: Modrej dým
- 2002: Pár nápadů

### Solo

#### Studio-Alben
- 2005: Ready to Roll
- 2007: Crossing Bridges
- 2020: Consequences

#### Singles
- 2005: Impossible (Unstoppable)
- 2006: Ready to Roll
- 2006: Black Cat
- 2007: Crossing Bridges
- 2008: Love Me Again
- 2008: Don't U Play Games